# Korozee

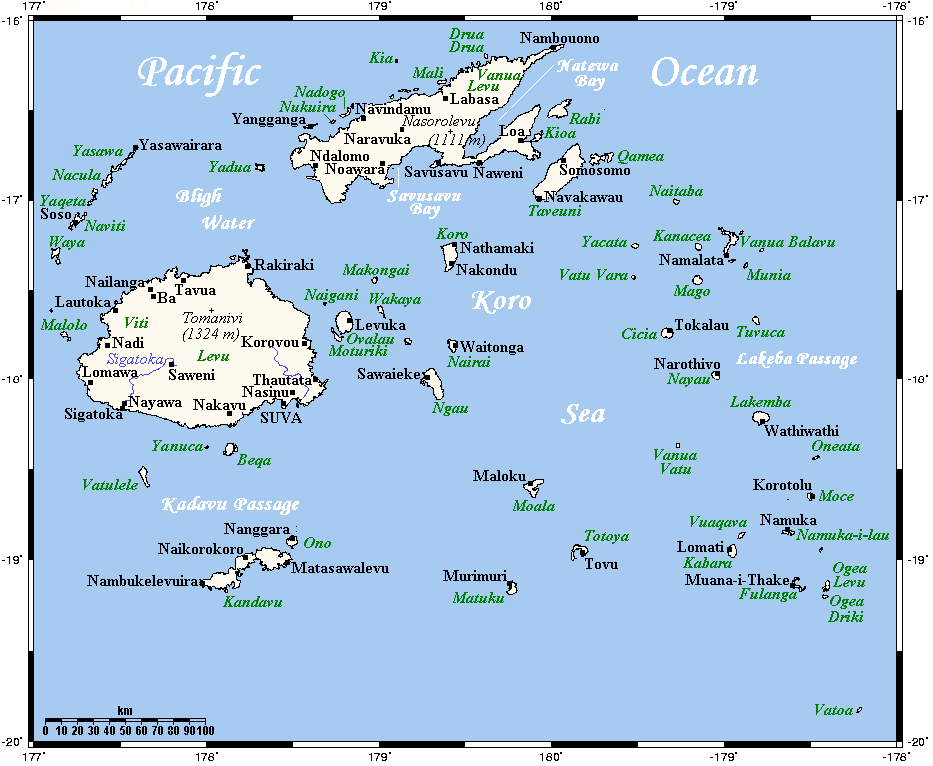
Kaart van Fiji, met in het centrum de Korozee

De Korozee is een randzee van de Grote of Stille Oceaan die gedeeltelijk wordt omsloten door de Fijische eilanden Viti Levu in het westen, Vanua Levu in het noorden en de Lau-eilanden in het oosten.